# Pierre de Canillac
Pierre de Canillac († wohl 1361) war ein französischer Bischof. Er war Abt von Montmajour, dann Bischof von Saint-Pons-de-Thomières und schließlich Bischof von Maguelonne.

## Leben

### Familie
Pierre de Canillac wurde ohne Zweifel auf der Burg Canillac im Gévaudan geboren. Er ist der Sohn des Barons Guillaume de Canillac und von Jeanne de Deaux, Schwester des Kardinals Bertrand de Déaulx. Sein Bruder Raymond de Canillac war Propst des Domkapitels von Maguelonne und ab 1345 Erzbischof von Toulouse, wurde 1350 schließlich Kardinal. Ein weiterer Bruder Pierres, Pons de Canillac, war Abt von Aniane. Da sein ältester (und weltlicher) Bruder Marquis keinen Sohn, aber drei Töchter hinterließ, ging der Besitz der Canillac nach der Hochzeit der Tochter Guerine in die Hände von Guillaume II. Roger (dem Bruder des Papstes Clemens VI.) und damit an das Haus Rogier de Beaufort über.
Ein Großcousin Pierre de Canillacs, Déodat de Canillac, dessen Zweig der Familie in Saint-Urcize im Bistum Saint-Flour lebte, wurde sein Nachfolger als Bischof von Maguelonne.

### Laufbahn
Pierre de Canillac wurde 1348 Abt von Montmajour. Er ließ in Fontvieille den Wachturm bauen, der „Tour de Canillac“ genannt (und vermutlich unter seinem Nachfolger Jaubert de Livron fertiggestellt) wurde, um die Abtei vor den mächtigen Herren von Les Baux zu schützen.
Er war Abt bis 1353, in jenem Jahr wurde er Bischof von Saint-Pons-de-Thomières. 1361 wurde er Bischof von Manguelonne und starb wohl noch im gleichen Jahr.